# Villers-les-Ormes
Pour les articles homonymes, voir Villers.
Villers-les-Ormes est une ancienne commune française située dans le département de l'Indre en région Centre-Val de Loire.
Le 1er janvier 2016, elle fusionne avec sa voisine Saint-Maur (ancienne commune) au sein de la commune nouvelle de Saint-Maur.

## Géographie

### Localisation
La commune était située dans le centre du département, dans la région naturelle de la Champagne berrichonne. Elle appartenait à l'aire urbaine de Châteauroux.
Les communes limitrophes et chefs-lieux était : Vineuil (3 km), Chezelles (5 km), Villedieu-sur-Indre (7 km), Déols (7 km), Saint-Maur (7 km), Niherne (7 km), Châteauroux (8 km), Issoudun (28 km), La Châtre (42 km) et Le Blanc (51 km).

### Hameaux et lieux-dits
Les hameaux et lieux-dits de la commune était : la Maison Neuve, Villechaise et le Grand Ranchou.

### Géologie et hydrographie
La commune fut classée en zone de sismicité 2, correspondant à une sismicité faible.

### Voies de communication et transports
Le territoire communal fut desservi par les routes départementales : 64, 64B, 64E, 77, 80 et 80D.
La gare ferroviaire la plus proche était la gare de Châteauroux, à 12 km.
La commune est desservie par la ligne 13 du réseau de bus Horizon.
L'aéroport le plus proche était l'aéroport de Châteauroux-Centre, à 9 km.
Le territoire communal était traversé par le sentier de grande randonnée 46.

## Urbanisme

### Logement
En 2013, le nombre total de logements dans la commune était de 177.
Parmi ces logements : 93,1 % étaient des résidences principales ; 2,3 % des résidences secondaires et 4,6 % des logements vacants.
La part des ménages propriétaires de leur résidence principale s’élevait à 85,3 %.

## Toponymie
Les habitants sont appelés les Villaréens.

## Histoire
La commune fut rattachée de 1973 à 2015 au canton de Châteauroux-Ouest.

## Politique et administration
La commune dépendait de l'arrondissement de Châteauroux, du canton de Levroux, de la première circonscription de l'Indre et de Châteauroux Métropole.
| Période                                  | Période          | Identité         | Étiquette | Qualité             |
| ---------------------------------------- | ---------------- | ---------------- | --------- | ------------------- |
| avant 1981                               | ?                | Robert Giraudon  |           |                     |
| mars 2001                                | 1er janvier 2016 | Eric Bergougnan, | ?         | Exploitant agricole |
| Les données manquantes sont à compléter. |                  |                  |           |                     |

## Démographie
L'évolution du nombre d'habitants est connue à travers les recensements de la population effectués dans la commune depuis 1793. À partir du 1er janvier 2009, les populations légales des communes sont publiées annuellement dans le cadre d'un recensement qui repose désormais sur une collecte d'information annuelle, concernant successivement tous les territoires communaux au cours d'une période de cinq ans. 
Pour les communes de moins de 10 000 habitants, une enquête de recensement portant sur toute la population est réalisée tous les cinq ans, les populations légales des années intermédiaires étant quant à elles estimées par interpolation ou extrapolation. Pour la commune, le premier recensement exhaustif entrant dans le cadre du nouveau dispositif a été réalisé en 2007,.
En 2013, la commune comptait 419 habitants, en évolution de −0,48 % par rapport à 2008 (Indre : −2,62 %, France hors Mayotte : +2,49 %).
| 1793 | 1800 | 1806 | 1821 | 1831 | 1836 | 1841 | 1846 | 1851 |
| ---- | ---- | ---- | ---- | ---- | ---- | ---- | ---- | ---- |
| 230  | 244  | 249  | 246  | 271  | 258  | 239  | 228  | 280  |

| 1856 | 1861 | 1866 | 1872 | 1876 | 1881 | 1886 | 1891 | 1896 |
| ---- | ---- | ---- | ---- | ---- | ---- | ---- | ---- | ---- |
| 303  | 303  | 317  | 328  | 335  | 357  | 357  | 346  | 317  |

| 1901 | 1906 | 1911 | 1921 | 1926 | 1931 | 1936 | 1946 | 1954 |
| ---- | ---- | ---- | ---- | ---- | ---- | ---- | ---- | ---- |
| 315  | 314  | 324  | 302  | 302  | 294  | 289  | 279  | 307  |

| 1962 | 1968 | 1975 | 1982 | 1990 | 1999 | 2007 | 2012 | 2013 |
| ---- | ---- | ---- | ---- | ---- | ---- | ---- | ---- | ---- |
| 288  | 248  | 251  | 289  | 292  | 338  | 397  | 414  | 419  |

## Économie
La commune se trouvait dans l'aire géographique et dans la zone de production du lait, de fabrication et d'affinage du fromage Valençay.
La culture de la lentille verte du Berry était présente dans la commune.

## Population et société
La commune ne possédait pas de lieu d'enseignement. Le collège public (Colbert) de secteur se trouvait à Châteauroux. Les lycées publics de secteur se trouvaient à Châteauroux (lycée général Jean-Giraudoux et lycée polyvalent Blaise-Pascal).
La commune était couverte par les médias suivants : La Nouvelle République du Centre-Ouest, Le Berry républicain, L'Écho - La Marseillaise, La Bouinotte, Le Petit Berrichon, France 3 Centre-Val de Loire, Berry Issoudun Première, Vibration, Forum, France Bleu Berry et RCF en Berry.

## Culture locale et patrimoine
- Église.
- Monument aux morts.